# Пятница после следующей
«Пятница после следующей» (англ. Friday After Next) — американская комедия 2002 года, режиссёрский дебют Маркуса Рэбоя. Является продолжением фильмов «Пятница» (1995) и «Следующая пятница» (2000).

## Сюжет
Крэйг и его двоюродный брат Дэй-Дэй теперь живут отдельно от родителей и вместе снимают квартиру. В пятницу в канун Рождества к ним в окно залез грабитель в костюме Санта-Клауса и украл деньги и подарки из-под ёлки. Хозяйка квартиры миссис Перли в свою очередь требует от Крэйга и Дэй-Дэя немедленно рассчитаться за аренду квартиры, иначе она выселит их. Женщина угрожает им своим сыном Дэймоном, который только что вышел из тюрьмы.
В свою очередь отцы Крэйга и Дэй-Дэя объединились и работают вместе, им принадлежит небольшая закусочная, где они готовят барбекю. Сами Крэйг и Дэй-Дэй теперь работают рядом со своими отцами, они охранники на парковке торгового центра. Форма охранника и свисток делают Дэй-Дэя очень важным и агрессивным, из-за чего Крэйгу приходится постоянно его унимать.
Во время «перекура» Крэйга и Дэй-Дэя опять обворовывает Санта-Клаус. Перед этим Дэй-Дэй поругался с бабушками, которые пели у магазинов рождественские песни, и теперь те натравили на охранников своих внуков. Крэйгу и Дэй-Дэю удаётся убежать от них, но хулиганы в отместку избивают их начальника Моли. Моли увольняет Крэйга и Дэй-Дэя.
Крэйг и Дэй-Дэй планировали на эту ночь вечеринку и, хотя они остались без денег, подарков и работы, решают всё же не отменять её, а наоборот заработать на ней, беря деньги за вход. В разгар вечеринки они случайно замечают воришку Санта-Клауса. Крэйг и Дэй-Дэй пускаются в погоню за ним по всему району. Хотя тому удаётся сбежать, его случайно сбивает лимузин Пинки. Крэйг и Дэй-Дэй забирают свои подарки, которые воришка прятал в заброшенном доме.

## В ролях
- Айс Кьюб — Крэйг Джонс
- Майк Эппс — «Дэй-Дэй» Джонс
- Джон Уизерспун — Вилли Джонс
- Дон Керри — Элрой Джонс
- Анна Мария Хорсфорд — Бетти Джонс
- Клифтон Пауэлл — Пинки
- Карен Дениз Оберт — Донна
- Бебе Дрэйк — миссис Перли
- Кэтт Уильямс — Мани Майк
- Рики Смайли — Санта-Клаус
- Терри Крюс — Деймон Перли
- Маз Джобрани — Моли
- Брайан Степанек — офицер полиции

## Приём
В домашнем прокате фильм собрал порядка $33 млн. На Rotten Tomatoes у фильма «гнилой» рейтинг в 26 %, оценка же от пользователей составляет 75 %. На Metacritic у фильма 35 баллов из 100. Кинокритик Роджер Эберт поставил фильму 2 звезды из 4.

## Саундтрек
Саундтрек был выпущен 19 ноября 2002 года на лейбле Hollywood Records и состоял из хип-хопа, R&B и рождественской музыки. В альбомном чарте Billboard 200 он добрался до 23 места.
| №                   | Название                              | Исполнитель                      | Длительность |
| ------------------- | ------------------------------------- | -------------------------------- | ------------ |
| 1.                  | «It’s the Holidaze»                   | Westside Connection              | 3:57         |
| 2.                  | «Just Chill»                          | Flipmode Squad                   | 3:43         |
| 3.                  | «High Times (Ride With Us)»           | FT and Tha Eastsidaz             | 4:23         |
| 4.                  | «Got All’at»                          | Nappy Roots                      | 3:39         |
| 5.                  | «Wonderful World»                     | Krayzie Bone, LaReece and K-Mont | 4:27         |
| 6.                  | «Bad News»                            | G-Unit                           | 4:21         |
| 7.                  | «Mardi Gras»                          | Whateva                          | 3:33         |
| 8.                  | «Get Ready»                           | Roscoe and Mr. Kane              | 4:03         |
| 9.                  | «Go to the Club»                      | Calvin Richardson                | 4:13         |
| 10.                 | «I Want’a Do Something Freaky to You» | Leon Haywood                     | 3:46         |
| 11.                 | «Slide»                               | Slave                            | 6:51         |
| 12.                 | «This Christmas»                      | Donny Hathaway                   | 4:10         |
| 13.                 | «Santa Baby»                          | Eartha Kitt                      | 3:24         |
| 14.                 | «Silent Night»                        | The Temptations                  | 2:23         |
| Общая длительность: | Общая длительность:                   | Общая длительность:              | 56:53        |